# Torneo de Reserva 1985-86
El Torneo de Reserva 1985-86 fue la cuadragésimo quinta edición del certamen organizado por la Asociación del Fútbol Argentino.
El cronograma del torneo fue modificado con el fin de adaptar el mercado de pases del receso al calendario europeo, disputándose la primera rueda en el segundo semestre del año, y la segunda durante el primer semestre del año siguiente. Participaron un total de 16 equipos, todos participantes de la Primera División 1985-86.
El certamen consagró campeón por primera vez en su historia a Newell's Old Boys.

## Equipos
De los 19 equipos, participaron 16 en esta edición ya que Talleres de Córdoba, Instituto de Córdoba y Racing de Córdoba desistieron:
| Equipo                      | Ciudad        |
| --------------------------- | ------------- |
| Argentinos Juniors          | Buenos Aires  |
| Boca Juniors                | Buenos Aires  |
| Chacarita Juniors           | Villa Maipú   |
| Español                     | Buenos Aires  |
| Estudiantes de La Plata     | La Plata      |
| Ferro Carril Oeste          | Buenos Aires  |
| Gimnasia y Esgrima La Plata | La Plata      |
| Huracán                     | Buenos Aires  |
| Independiente               | Avellaneda    |
| Newell's Old Boys           | Rosario       |
| Platense                    | Vicente López |
| River Plate                 | Buenos Aires  |
| San Lorenzo de Almagro      | Buenos Aires  |
| Temperley                   | Turdera       |
| Unión                       | Santa Fe      |
| Vélez Sarsfield             | Buenos Aires  |

### Distribución geográfica de los equipos
| Región                 | Cant. | Equipos |
| ---------------------- | ----- | --- |
| Ciudad de Buenos Aires | 8     | Argentinos Juniors, Boca Juniors, Español, Ferro Carril Oeste, Huracán, River Plate, San Lorenzo de Almagro y Vélez Sarsfield |
| Conurbano bonaerense   | 4     | Chacarita Juniors, Independiente, Platense y Temperley                                                                        |
| Ciudad de La Plata     | 2     | Estudiantes de La Plata y Gimnasia y Esgrima La Plata                                                                         |
| Provincia de Santa Fe  | 2     | Newell's Old Boys y Unión |

## Sistema de disputa
Se llevó a cabo en dos ruedas, por el sistema de todos contra todos, invirtiendo la localía. La tabla final de posiciones del torneo se estableció por acumulación de puntos. El ganador se consagró campeón. 

## Tabla de posiciones
| Pos. | Equipo                      | Pts. | J  | DG  | GF |
| ---- | --------------------------- | ---- | -- | --- | -- |
| 1.°  | Newell's Old Boys           | 47   | 30 | 40  | 65 |
| 2.°  | Ferro Carril Oeste          | 42   | 28 | 23  | 46 |
| 3.°  | Estudiantes de La Plata     | 32   | 29 | 7   | 43 |
| 4.°  | Huracán                     | 32   | 28 | -4  | 34 |
| 5.°  | Boca Juniors                | 31   | 29 | 5   | 36 |
| 6.°  | Independiente               | 31   | 28 | 5   | 30 |
| 7.°  | Argentinos Juniors          | 30   | 27 | 11  | 39 |
| 8.°  | Gimnasia y Esgrima La Plata | 30   | 30 | -7  | 36 |
| 9.°  | Unión                       | 29   | 30 | 3   | 35 |
| 10.° | Vélez Sarsfield             | 25   | 30 | -9  | 26 |
| 11.° | Chacarita Juniors           | 23   | 29 | -11 | 29 |
| 12.° | San Lorenzo de Almagro      | 23   | 30 | -12 | 37 |
| 13.° | Dep. Español                | 23   | 30 | -12 | 32 |
| 14.° | River Plate                 | 21   | 28 | -6  | 35 |
| 15.° | Platense                    | 19   | 29 | -9  | 34 |
| 16.° | Temperley                   | 12   | 29 | -24 | 28 |

|  | Campeón. |

|                                       |
|                                       |
| Campeón Newell's Old Boys 1.er título |